# دروبوویتسه
دروبوویتسه (به چکی: Drobovice) یک منطقهٔ مسکونی در جمهوری چک است که در ناحیه کوتنا هورا واقع شده‌است.